# Med vetenskapen i blodet
Med vetenskapen i blodet (engelsk originaltitel: Science in the Soul: Selected Writings of a Passionate Rationalist) är en bok med utvalda essäer utgiven 2017 av den brittiske evolutionsbiologen Richard Dawkins. Den innehåller mer än fyrtio essäer, föreläsningar och brev (organiserad i åtta kapitel). Essäerna utforskar bland annat vikten av empiriska belägg, dålig vetenskap, religion i skolan, och klimatskepticism.